# Локомотив (женский волейбольный клуб, Баку)
«Локомотив» (азерб. Lokomotiv) — азербайджанский женский волейбольный клуб из Баку. Основан в 1998 году. Победитель Кубка Вызова ЕКВ 2011/2012 годов, финалист сезона 2010/2011 годов.

## История
Женский волейбольный клуб «Локомотив» Баку был основан в 1998 году Государственным железнодорожным управлением Азербайджанской Республики.
В мае 2013 года вместо итальянского специалиста Джованни Куккарини на пост главного тренера был приглашен аргентинец Клаудио Куэльо, с которым руководство клуба подписало двухлетний контракт.

## Достижения

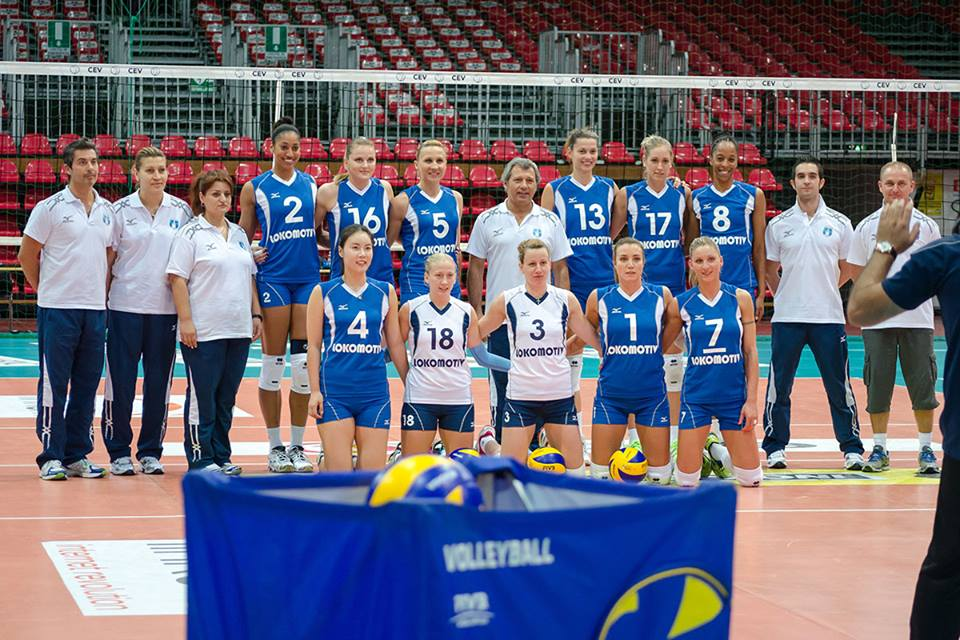
ЖВК Локомотив, 4 мая 2014 года

### Чемпионат Азербайджана
| - 2002/03 — Суперлига, 2-е место - 2003/04 — Суперлига, 3-е место - 2004/05 — Суперлига, 3-е место - 2007/08 — Суперлига, 3-е место | - 2008/09 — Суперлига, 3-е место - 2009/10 — Суперлига, 2-е место - 2011/12 — Суперлига, 2-е место |

### Международные турниры
- Победитель Кубка Вызова ЕКВ 2011/2012 годов .
- Финалист Кубка Вызова ЕКВ 2010/2011 годов.
- Участница стадии Плей-офф Лиги чемпионов ЕКВ 2011/2012 годов.

## Волейболистки клуба в сборной Азербайджана
- Айшан Абдулазимова
- Оксана Киселёва

## Арена
Домашние матчи проводит в олимпийском спортивном центре «Сархадчи». Построен в 2009 году. Вместимость 3250 зрителей. Адрес в Баку: Хатаинский район.

ОСЦ «Серхедчи»

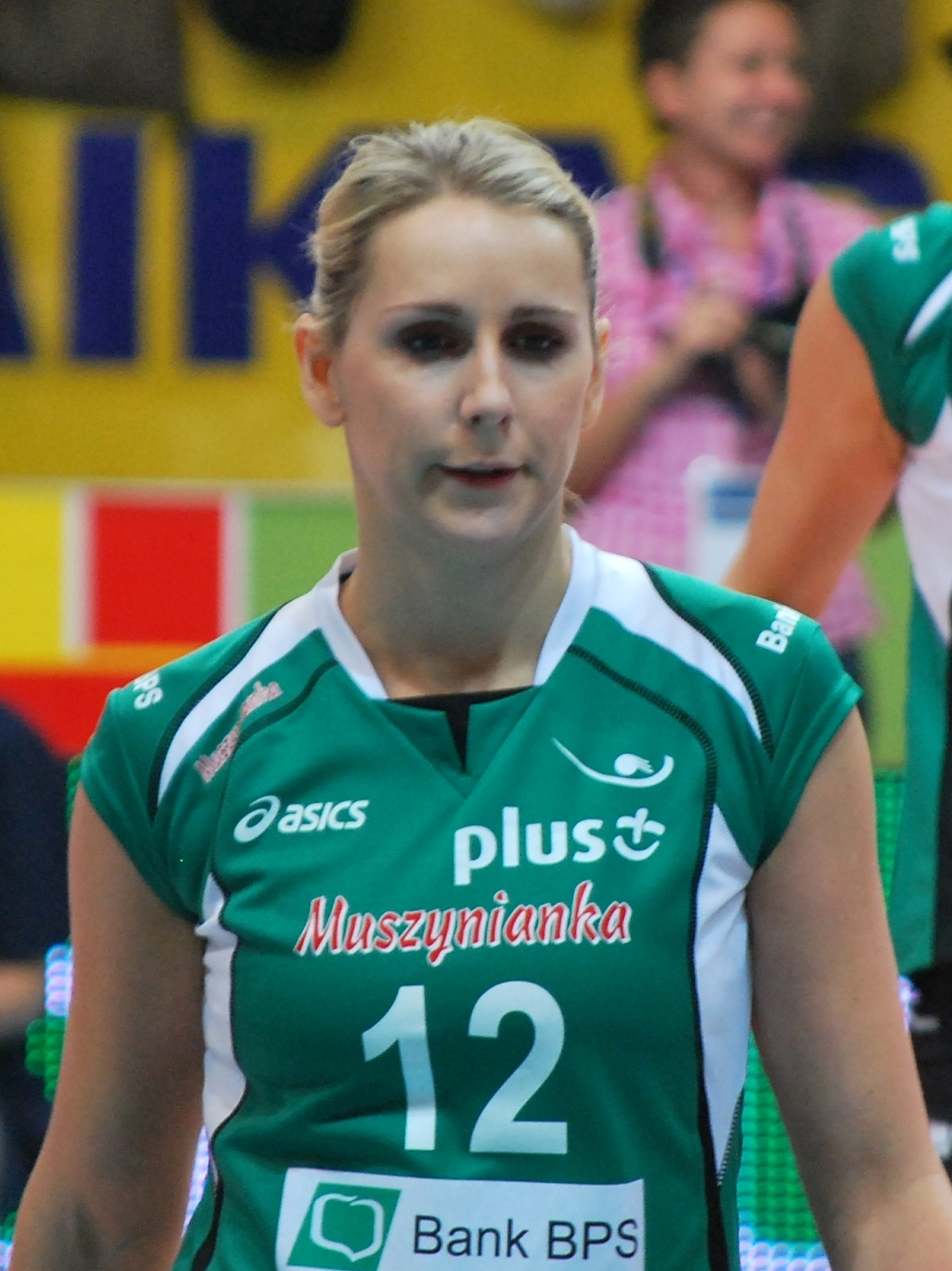
Пасующая Милена Радецкая (Польша)

## Тренерский состав по сезонам
Тренерский состав по сезонам. Во втором столбце вначале указан первый помощник, далее — второй.
| Года                       | Главный тренер     | Помощники        |
| -------------------------- | ------------------ | ---------------- |
| май 2012 — октябрь 2012    | Пётр Хилько        | Ханлар Алекперов |
| октябрь 2012 — апрель 2013 | Джузеппе Куккарини | Ханлар Алекперов |
| май 2013 — н.в.            | Клаудио Куэльо     | Ханлар Алекперов |